# Armina californica
Armina californica (J.G. Cooper, 1863) è un mollusco nudibranchio appartenente alla famiglia Arminidae.